# USS Lenah H. Sutcliffe Higbee (DDG-123)
El USS Lenah H. Sutcliffe Higbee (DDG-123) será el 72.º destructor de la clase Arleigh Burke (Tramo III) de la Armada de los Estados Unidos.

## Nombre
El nombre del buque honra a Lenah H. Sutcliffe Higbee, superintendente del Navy Nurse Corps y primera mujer en recibir la Cruz de la Armada. Es la segunda nave en llevar este buque, siendo la primera el DD-806.

## Construcción

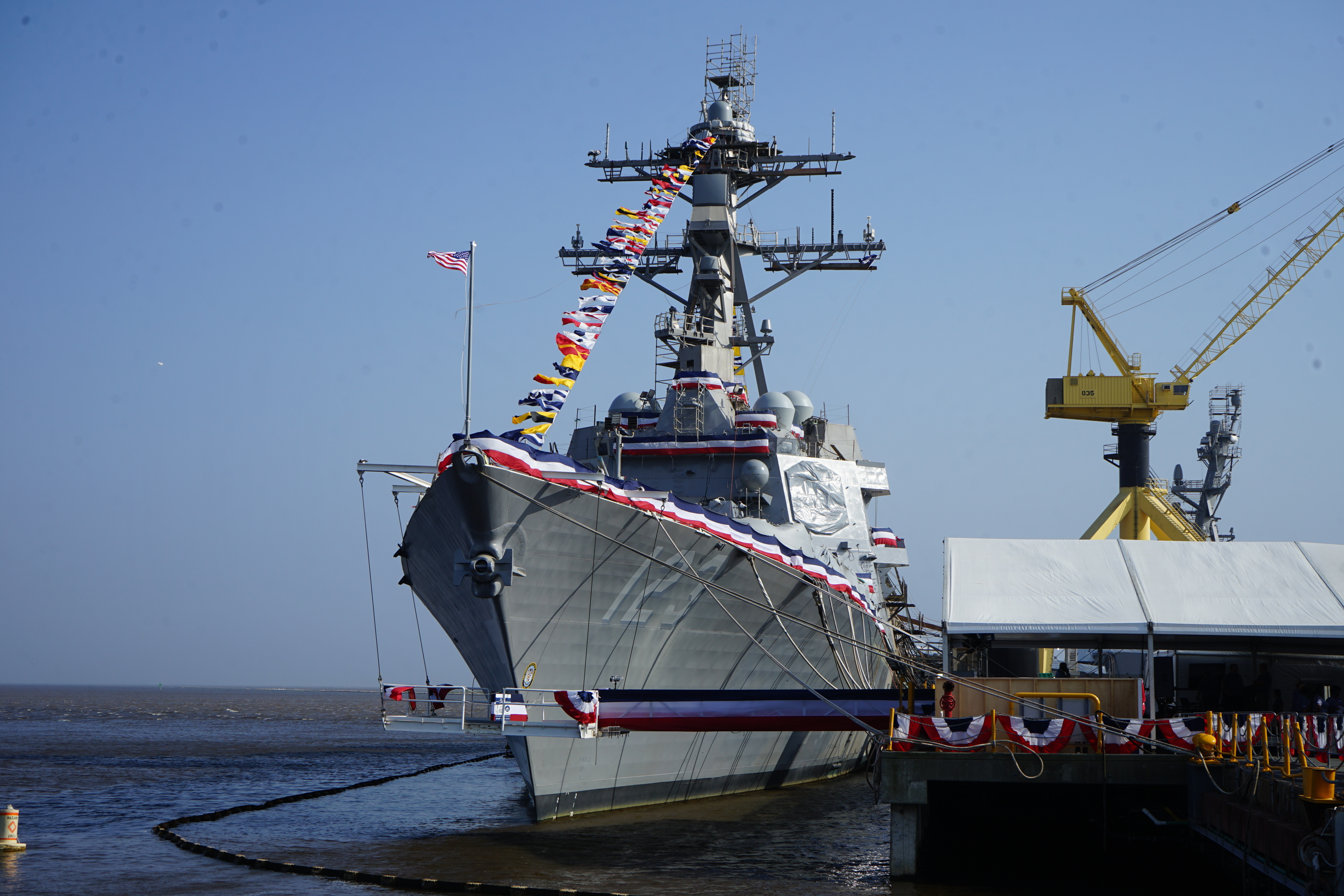
Ceremonia de bautizo en 2021

Ordenado el 3 de junio de 2013, este destructor está bajo construcción en el Bath Iron Works (General Dynamics) de Bath (Maine). Fue colocada la quilla el 6 de noviembre de 2017; fue botado el casco el 27 de enero de 2020; y fue bautizado el 24 de abril de 2021 (en Pascagoula, Misisipi). El 30 de noviembre de 2022, el Lenah Sutcliffe Higbee fue entregado a la Marina, y comisionado en Key West, Florida, el 13 de mayo de 2023.